# Slakttjärnen
Slakttjärnen är en sjö i Bollnäs kommun i Hälsingland och ingår i Ljusnans huvudavrinningsområde. Sjön är 10,5 meter djup, har en yta på 0,03 kvadratkilometer och befinner sig 128 meter över havet.